# تقدير الإصابات
تقدير الإصابات هي العملية المتعلقة بتقدير عدد الإصابات أو الوفيات في المعارك أو في الكوارث الطبيعية التي وقعت بالفعل. وفي المقابل، فإن التنبؤ بالإصابات هي عملية تقدير عدد الإصابات أو الوفيات التي يمكن أن تقع في معركة أو في كارثة طبيعية مخططة أو محتملة.
تشتمل الإجراءات المستخدمة لتقدير الخسائر على ما يلي:
- عدد القتلى المبلغ عنه
- عدد الأسلحة المفردة التي يتم الاستيلاء عليها من العدو بعد الاشتباك
- عدد الدبابات والطائرات المفقودة
- الاستشعار عن بعد للمقابر الجماعية

## الطرق
لا يمكن أن يوفر القياس واستخبارات التوقيع بمفرده تقديرًا مقبولاً للضحايا. ما يمكن أن يقوم به القياس واستخبارات التوقيع الطيفي هو المساعدة على اكتشاف القبور الجماعية. ويمكن أن يساعد القياس واستخبارات التوقيع الجيوفيزيائي على تحديد تواجد المعادن وربما الأجساد في هذا الموقع. ويلزم توفير الاستخبارات الفنية (TECHINT) في حالة وجود أسلحة أو معدات يجب تحليلها. وتلعب استخبارات التصوير (IMINT) دورًا في تتبع التحركات. ويجب الجمع بين كل ذلك وبين تحليلات المصادر كلها. ويمكن أن تساعد الخسائر في الدبابات والطائرات، إن وجدت، على توقع ما حدث بشكل فعلي في المعارك. وتعد إمكانية اكتشاف المقابر الجماعية عبر القياس واستخبارات التوقيع وسيلة تم استخدامها لاستكشاف المقابر الجماعية السرية عن بعد.
يناقش كتاب المؤلف سام أدامز War of Numbers (حرب الأرقام)، بتفاصيل دقيقة، عملية تقدير الضحايا. وقد كان آدمز محللاً في وكالة المخابرات المركزية (CIA) والذي استقال في نهاية الأمر عندما شعر بوجود تلاعب سياسي في أرقام الإصابات أثناء حرب فيتنام. وقد شرح كيفية توصله إلى أرقام للإصابات في جبهة التحرير القومية (NLF) والجيش الشعبي الفيتنامي (PAVN). وقد اكتشف آدامز، وغيره من المحللين الأمريكيين المتخصصين في التعامل مع حرب العصابات في الغابات، أنه توجد قياسات أفضل من «عد الأجساد». على سبيل المثال، استخدم ديفيد هاكوورث عدد الأسلحة التي تم الاستيلاء بعد الاشتباك والتي اتضح أنها يمكن أن تكون مؤشرًا جيدًا على الإصابات، بحدود معينة.

## وصلات خارجية
- Related article in Canadian Society of Forensic Science Journal نسخة محفوظة 12 فبراير 2008 على موقع واي باك مشين.